# Tetragoneuria costalis
Tetragoneuria costalis är en trollsländeart som först beskrevs av Selys 1871.  Tetragoneuria costalis ingår i släktet Tetragoneuria och familjen skimmertrollsländor. Inga underarter finns listade i Catalogue of Life.